# Waterloo Lily
Waterloo Lily is het vierde album van de Britse progressieve rockband Caravan. Caravan is een van de centrale bands binnen de Canterbury-scene.
Nadat het vorige album, In the Land of Grey and Pink, was afgerond verliet toetsenist David Sinclair de band en werd hij (op verzoek van Richard Sinclair) vervangen door Steve Miller. Het resultaat was een meer jazzy album. 

## Tracklist
1. Waterloo Lily - 6:47 (Richard Sinclair)
2. Nothing At All - 10:25
  1. Nothing At All - 5:10 (Richard Sinclair)
  2. It's Coming Soon - 4:39 (Steve Miller)
  3. Nothing At All (Reprise) - 0:36 (Richard Sinclair)
3. Songs And Signs - 3:39 (Steve Miller)
4. Aristocracy- 3:03 (Pye Hastings)
5. The Love In Your Eye - 12:31(Pye Hastings)
  1. The Love In Your Eye - 2:49
  2. To Catch Me A Brother - 1:33
  3. Subsultus - 5:06
  4. Débouchement - 0:50
  5. Tilbury Kecks - 2:13
6. The World Is Yours - 3:41 (Pye Hastings)

Bonus tracks op de heruitgebrachte CD in 2001:
1. Pye's June Thing - 2:57 (Pye Hastings)
2. Ferdinand - 2:57 (Pye Hastings)
3. Looking Left, Looking Right - 5:37 (Pye Hastings)
4. Pye's Loop - 1:21 (Pye Hastings)

## Bezetting
- Richard Sinclair, gitaar, basgitaar, zang
- Pye Hastings, zang, gitaar
- Richard Coughlan, drums
- Steve Miller, orgel, piano

Met medewerking van
- Jimmy Hastings (dwarsfluit)
- Lol Coxhill (saxofoon)
- Phil Miller (gitaar)
- Barry Robinson (hobo)
- Mike Cotton (trompet)
- Colin Fretcher (strijkers-arrangeur)